# Giorgio Guglielmo d'Assia-Darmstadt
Giorgio Guglielmo d'Assia-Darmstadt (Darmstadt, 11 luglio 1722 – Darmstadt, 21 giugno 1782) fu principe d'Assia-Darmstadt.

## Biografia
Giorgio Guglielmo era il figlio secondogenito del langravio Luigi VIII e di Carlotta Cristina Maddalena Giovanna di Hanau-Lichtenberg.
Dal 1738 sino alla sua morte egli comandò un'armata del reggimento dell'esercito del langraviato, conducendo un'ottima carriera militare. Egli venne nominato ufficiale militare dal padre e ne divenne anche il consigliere principale, ma aveva una forte rivalità con suo fratello maggiore Luigi il quale, in quanto primogenito, sarebbe asceso al trono ed avrebbe certamente impostato la propria politica sul modello di quella dell'amico, il re-soldato Federico II di Prussia.
Giorgio Guglielmo morì a Darmstadt il 21 giugno 1782.

## Matrimonio e figli

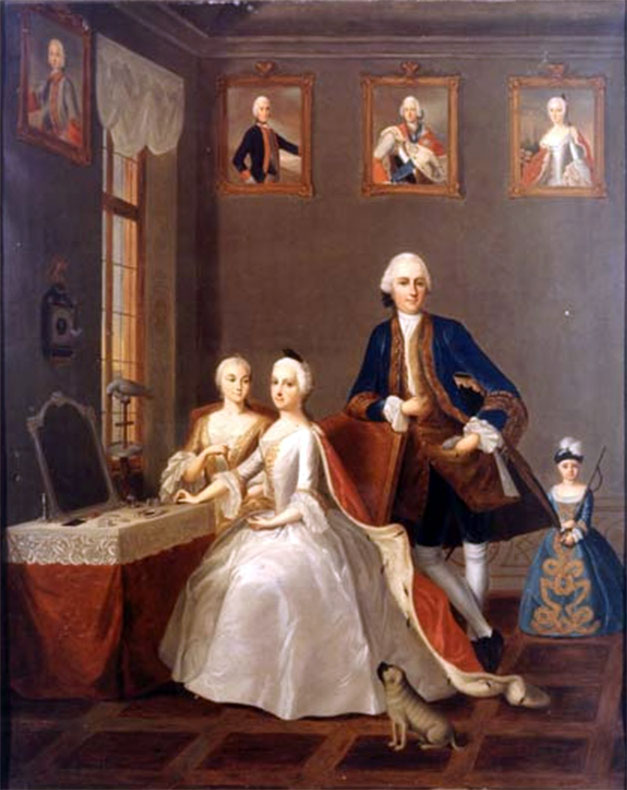
Giorgio Guglielmo d'Assia-Darmstadt con la sua famiglia nel 1753.

Giorgio Guglielmo d'Assia-Darmstadt sposò nel 1748 sposò Maria Luisa Albertina di Leiningen-Dagsburg-Falkenburg, dalla quale ebbe nove figli:
- Luigi Giorgio Carlo (nato e morto nel 1749);
- Giorgio Federico (nato e morto nel 1750);
- Federica Carolina Luisa (1752-1782), sposò il Granduca Carlo II di Meclemburgo-Strelitz;
- Giorgio Carlo (1754-1830);
- Carlotta Guglielmina Cristiana Maria (1755-1785), sposò suo cognato il Granduca Carlo II di Meclemburgo-Strelitz;
- Carlo Guglielmo Giorgio (nato e morto nel 1757);
- Federico Giorgio Augusto (nato e morto nel 1759);
- Luisa Enrichetta Carolina (1761-1829), sposò il granduca Luigi I d'Assia;
- Augusta Guglielmina Maria (1765-1796), sposò il re Massimiliano I Giuseppe di Baviera.

## Ascendenza
|                                            |                                           |                                                | Genitori                                               |  |  | Nonni |  |  | Bisnonni                   |  |  | Trisnonni                    |  |
|                                            |                                           |                                                |                                                        |  |  |       |  |  | Luigi VI d'Assia-Darmstadt |  |  | Giorgio II d'Assia-Darmstadt |  |
|                                            |                                           |                                                |                                                        |  |  |       |  |  | Luigi VI d'Assia-Darmstadt |  |  | Giorgio II d'Assia-Darmstadt |  |
|                                            |                                           | Sofia Eleonora di Sassonia                     |                                                        |  |  |       |  |  | Luigi VI d'Assia-Darmstadt |  |  |                              |  |
| Ernesto Luigi d'Assia-Darmstadt            |                                           |                                                |                                                        |  |  |       |  |  | Luigi VI d'Assia-Darmstadt |  |  |                              |  |
|                                            |                                           | Elisabetta Dorotea di Sassonia-Gotha-Altenburg | Ernesto I di Sassonia-Gotha-Altenburg                  |  |  |       |  |  |                            |  |  |                              |  |
|                                            |                                           | Elisabetta Dorotea di Sassonia-Gotha-Altenburg | Ernesto I di Sassonia-Gotha-Altenburg                  |  |  |       |  |  |                            |  |  |                              |  |
|                                            |                                           | Elisabetta Dorotea di Sassonia-Gotha-Altenburg | Elisabetta Sofia di Sassonia-Altenburg                 |  |  |       |  |  |                            |  |  |                              |  |
| Luigi VIII d'Assia-Darmstadt               |                                           | Elisabetta Dorotea di Sassonia-Gotha-Altenburg |                                                        |  |  |       |  |  |                            |  |  |                              |  |
|                                            |                                           | Alberto II di Brandeburgo-Ansbach              | Gioacchino Ernesto di Brandeburgo-Ansbach              |  |  |       |  |  |                            |  |  |                              |  |
|                                            |                                           | Alberto II di Brandeburgo-Ansbach              | Gioacchino Ernesto di Brandeburgo-Ansbach              |  |  |       |  |  |                            |  |  |                              |  |
|                                            |                                           | Alberto II di Brandeburgo-Ansbach              | Sofia di Solms-Laubach                                 |  |  |       |  |  |                            |  |  |                              |  |
| Dorotea Carlotta di Brandeburgo-Ansbach    |                                           | Alberto II di Brandeburgo-Ansbach              |                                                        |  |  |       |  |  |                            |  |  |                              |  |
|                                            |                                           | Sofia Margherita di Oettingen-Oettingen        | Gioacchino Ernesto di Oettingen-Oettingen              |  |  |       |  |  |                            |  |  |                              |  |
|                                            |                                           | Sofia Margherita di Oettingen-Oettingen        | Gioacchino Ernesto di Oettingen-Oettingen              |  |  |       |  |  |                            |  |  |                              |  |
|                                            |                                           | Sofia Margherita di Oettingen-Oettingen        | Anna Sibilla di Solms-Sonnenwalde-Pouch                |  |  |       |  |  |                            |  |  |                              |  |
| Giorgio Guglielmo d'Assia-Darmstadt        |                                           | Sofia Margherita di Oettingen-Oettingen        |                                                        |  |  |       |  |  |                            |  |  |                              |  |
|                                            | Giovanni Reinardo II di Hanau-Lichtenberg | Filippo Wolfgang di Hanau-Lichtenberg          |                                                        |  |  |       |  |  |                            |  |  |                              |  |
|                                            | Giovanni Reinardo II di Hanau-Lichtenberg | Filippo Wolfgang di Hanau-Lichtenberg          |                                                        |  |  |       |  |  |                            |  |  |                              |  |
|                                            | Giovanni Reinardo II di Hanau-Lichtenberg | Giovanna di Oettingen-Oettingen                |                                                        |  |  |       |  |  |                            |  |  |                              |  |
| Giovanni Reinardo III di Hanau-Lichtenberg | Giovanni Reinardo II di Hanau-Lichtenberg |                                                |                                                        |  |  |       |  |  |                            |  |  |                              |  |
|                                            |                                           | Anna Maddalena di Birkenfeld-Bischwiller       | Cristiano I del Palatinato-Birkenfeld-Bischweiler      |  |  |       |  |  |                            |  |  |                              |  |
|                                            |                                           | Anna Maddalena di Birkenfeld-Bischwiller       | Cristiano I del Palatinato-Birkenfeld-Bischweiler      |  |  |       |  |  |                            |  |  |                              |  |
|                                            |                                           | Anna Maddalena di Birkenfeld-Bischwiller       | Maddalena Caterina del Palatinato-Zweibrücken          |  |  |       |  |  |                            |  |  |                              |  |
| Carlotta di Hanau-Lichtenberg              |                                           | Anna Maddalena di Birkenfeld-Bischwiller       |                                                        |  |  |       |  |  |                            |  |  |                              |  |
|                                            |                                           | Giovanni Federico di Brandeburgo-Ansbach       | Alberto II di Brandeburgo-Ansbach                      |  |  |       |  |  |                            |  |  |                              |  |
|                                            |                                           | Giovanni Federico di Brandeburgo-Ansbach       | Alberto II di Brandeburgo-Ansbach                      |  |  |       |  |  |                            |  |  |                              |  |
|                                            |                                           | Giovanni Federico di Brandeburgo-Ansbach       | Sofia Margherita di Oettingen-Oettingen                |  |  |       |  |  |                            |  |  |                              |  |
| Dorotea Federica di Brandeburgo-Ansbach    |                                           | Giovanni Federico di Brandeburgo-Ansbach       |                                                        |  |  |       |  |  |                            |  |  |                              |  |
|                                            |                                           | Giovanna Elisabetta di Baden-Durlach           | Federico VI di Baden-Durlach                           |  |  |       |  |  |                            |  |  |                              |  |
|                                            |                                           | Giovanna Elisabetta di Baden-Durlach           | Federico VI di Baden-Durlach                           |  |  |       |  |  |                            |  |  |                              |  |
|                                            |                                           | Giovanna Elisabetta di Baden-Durlach           | Cristina Maddalena del Palatinato-Zweibrücken-Kleeburg |  |  |       |  |  |                            |  |  |                              |  |
|                                            |                                           | Giovanna Elisabetta di Baden-Durlach           |                                                        |  |  |       |  |  |                            |  |  |                              |  |